# Paul Walter (Politiker, 1876)
Paul Walter (* 15. November 1876 in Pampow; † nach 1943) war ein deutscher Lehrer und Politiker (DVP).

## Leben
Nach dem Besuch der Dorfschule in Pampow und der Bürgerschule in Schwerin ging Walter auf die Präparandenanstalt und durchlief danach das Lehrerseminar in Neukloster. Er trat als Schulassessor in Peckatel bei Plate in den Schuldienst ein, arbeitete von 1899 bis 1922 als Volksschullehrer in Rostock und war dann in gleicher Funktion in Kritzmow tätig; dort war noch 1943 wohnhaft.
In der Zeit der Weimarer Republik trat Walter in die DVP ein und wurde in den Vorstand der Rostocker Partei gewählt. Von 1920 bis 1933 war er Abgeordneter des Landtages des Freistaates Mecklenburg-Schwerin, seit Ende der 1920er-Jahre als Mitglied der Listenverbindung Arbeitsgemeinschaft Nationaler Mecklenburger (ANM).